# Racconti (Poe)
I Racconti (Tales) o anche Racconti dell'incubo e del terrore (alcune edizioni riportano i vari titoli separati in edizioni divise: Racconti dell'incubo, Racconti fantastici, Racconti del mistero e ancora Racconti del terrore), sono una delle prime tre edizioni originali dei racconti scritti da Edgar Allan Poe, pubblicata nel 1845. Si tratta di una raccolta contenente quasi tutti i racconti gotici e di genere horror composti dall'autore, rivelandosi la completa delle due precedenti.
Nel 1840 l'autore aveva già pubblicato la raccolta Racconti del grottesco e dell'arabesco, contenente storie riproposte in questa raccolta e novelle diverse che trattano anche di argomenti mistici e fantastici, ma sempre con la solita punta di misterioso e di inquietudine da parte dei personaggi. Al giorno d'oggi le Case editrici hanno usato quest'ultima edizione del 1845, aggiungendovi i racconti scritti da Poe tra il 1846 e il 1849 (data della sua prematura morte), intitolando spesso le pubblicazioni come: Tutti i racconti del mistero, dell'incubo e del terrore, che include anche la piccola sezione dei Racconti fantastici e quelli con protagonista Auguste Dupin, detective della novella I delitti della Rue Morgue.

## Temi

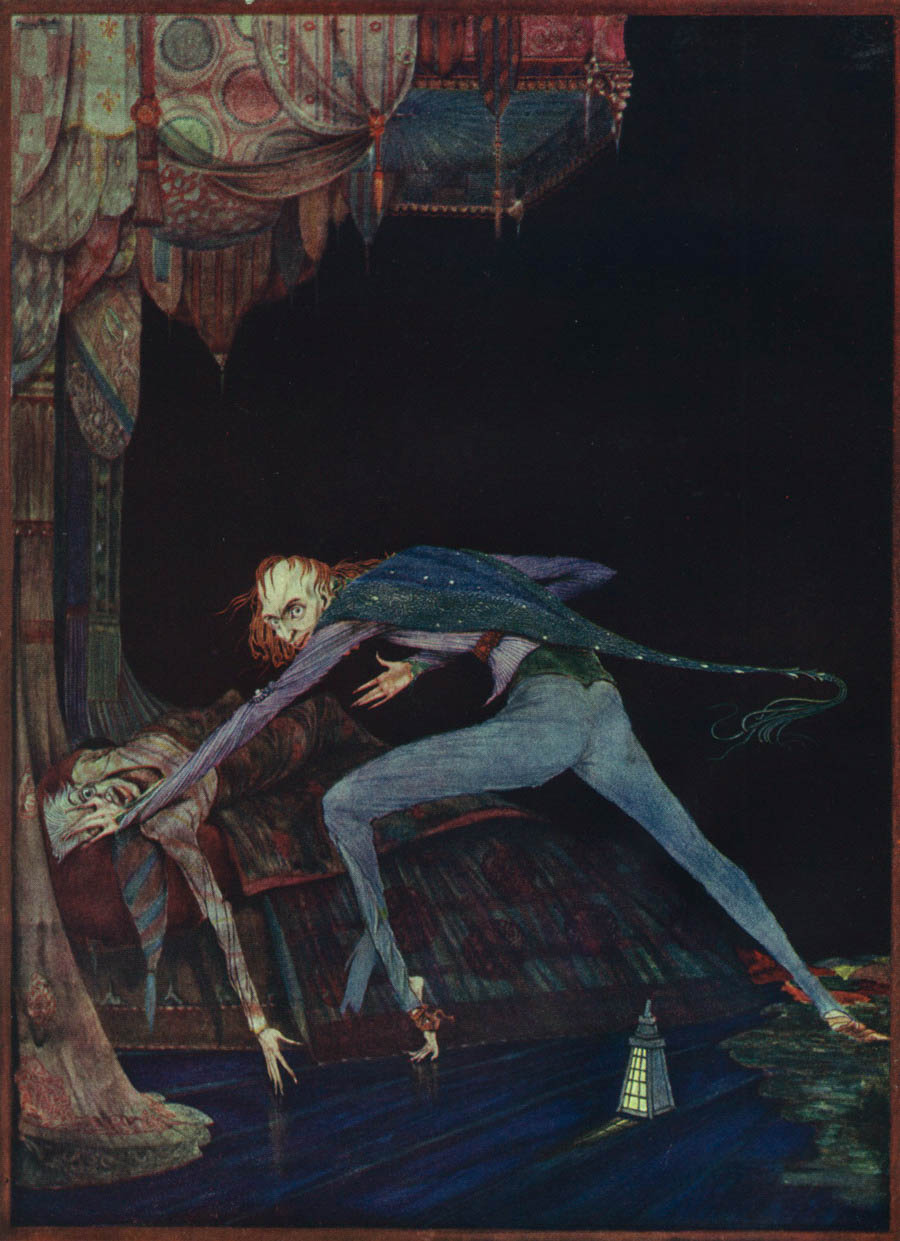
Illustrazione di Harry Clarke per Tales of Mystery and Imagination, del 1919

L'opera, nelle edizioni novecentesche e moderne, è suddivisa in tre sezioni: Mistero - Incubo/Fantasia - Terrore.
- Le storie del Mistero occupano lo spazio del thriller-horror, ossia racconti che hanno a che fare con un omicidio misterioso, le cui cause sono attribuite a eventi soprannaturali e misteriosi. Questo è il caso de I delitti della Rue Morgue, ad esempio, in cui il protagonista delle storie deve risolvere il mistero sprofondando nei meandri dell'inconscio, fino a trovare la soluzione finale. Tale soluzione spesso si rivolge a fatti misteriosi e improbabili, che hanno a che fare tra il buffo e il grottesco.
- La seconda sezione occupa racconti di scenario fantastico tipico del gotico, come la presenza di diavoli, spiriti fatati e mostri. Ciascuna storia e ciascun protagonista è raffigurata in maniera grottesca, e il protagonista è quasi sempre mosso da intenti omicidi e distruttivi, motivato da accessi d'ira, di follia, mescolati da Poe sempre tra il buffo e il crudele. Molte storie, di stampo gotico, sono ambientate in contesti del Medioevo e nell'estremo Oriente, mescolati a pratiche magiche e sataniche.
- La terza sezione include storie contemporanee ambientate in Europa. Tali storie sono di ampio gusto gotico-horror, perché superano la barriera del thriller grazie ad espedienti tipici dell'orrore, come la possessione e la presenza di spiriti dei defunti, che tormentano il protagonista fino alla morte violenta. Molto spesso le storie, pur ambientate nella contemporaneità dell'Ottocento, hanno sfondi fantastici del subconscio umano, dacché il protagonista spesso entra in simbiosi con i morti e i fantasmi, e in scenari paralleli dove dialoga apertamente con gli spiriti della Morte e del Demonio.

Lo stile di Poe è asciutto e ricco di quella cultura ottocentesca di mescolare sapienza, filosofia e curiosità di culture di altri paesi, per far immedesimare meglio il lettore nelle storie ambientate nell'Oriente o in scenari fantastici. Le storie alternano scene di comico e di grottesco, fino a raggiungere momenti di massima tensione in sequenze di omicidio, o di terrore puro nei momenti tragici di morte, quando i protagonisti entrano a contatto con spiriti demoniaci. Alcuni racconti, come Dialogo di Monos e Una, sono dei veri e propri dialoghi filosofici che si interrogano sulla natura umana, sul perché dell'esistenza dell'uomo sulla terra, e di cosa si provi dopo la morte, evocando il passato.
Ciò ha portato la critica a definire il mescolato stile alternato di Poe, a definirlo "gotico". Lo stile è accentuato dalla presenza dei luoghi tipici del genere, come paesaggi medievali oscuri, cattedrali abbandonate e spiriti mostruosi della religione cristiana e non, e soprattutto la facilità del protagonista di entrare in situazioni di delirio e follia così facilmente, in modo da rappresentare le passioni e le paure più morbose e nascoste dell'animo umano.
Tali esempi sono riscontrabili nel Gatto Nero, Il crollo della casa Usher e Il cuore rivelatore. La semplicità di Poe di far scivolare il protagonista nella follia consiste nel metterlo alla prova con sfide del soprannaturale. Nella prima storia il protagonista è all'inizio innamorato per un gatto nero, ma poi la sua mente impazzisce e cade nella più profonda follia, uccidendo sia la bestia che la moglie, e ritrovando infine il gatto perfettamente in vita. Nella seconda storia il protagonista è attorniato dalle leggende di morte di una casa semi-abbandonata, finché, dopo la macabra scoperta del cadavere, la casa rovina su sé stessa; e infine la terza storia riguarda sempre la tipicità del momento di massima tensione del protagonista, quando è portato a uccidere un vecchio che lo ospita nella sua casa, a causa dell'occhio sempre aperto, anche durante la notte, e di conseguenza del battito incessante del suo cuore, quando l'uomo seppellisce l'anziano sotto il pavimento di legno. 

## Elenco dei racconti

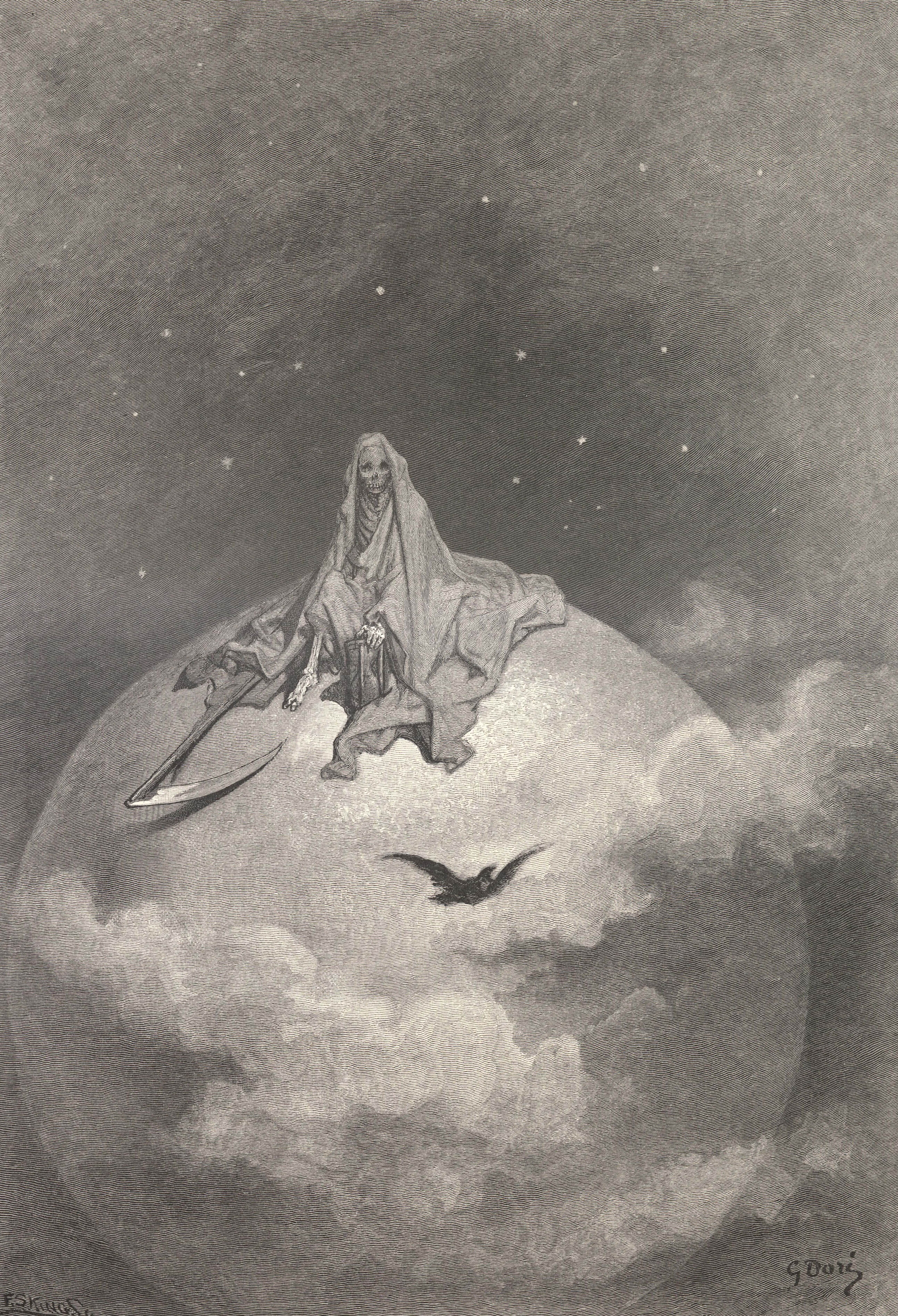
Ritratto del Cupo Mietitore e del Corvo, per i racconti di Poe ad opera di Gustave Doré

### Sezione:Racconti fantastici
- Una storia di Gerusalemme (A tale of Jerusalem)
- Il duca de l'Omelette (Le duc de l'Omelette)
- Perdita di fiato (Loss of breath)
- Bon-Bon (Bon-Bon)
- Re Peste - Un racconto contenente un'allegoria (King Pest)
- Quattro bestie in una (Four beasts in one)
- Il diavolo nel campanile (The devil in the belfry)
- Mondanità (Lionizing)
- Come scrivere un articolo alla Blackwood (How to Write a Blackwood Article)
- Una situazione imbarazzante (A predicament)
- L'uomo finito (The man that was used up)
- Conversazione di Eiros e Charmion (The conversation of Eiros and Charmion)
- Perché il francesino porta la mano al collo
- Colloquio di Monos e Una (The colloquy of Monos and Una)
- L'uomo d'affari
- Mai scommettere la testa col diavolo (Never Bet the Devil Your Head)
- Mattino sul Wissahiccon - L'alce (Morning on the Wissahiccon - The elk)
- Gli occhiali (The spectacles)
- Il millesimo-secondo racconto di Sheherazade (The thousand-and-second tale of Sheherazade)
- Il sistema del dott. Catrame e del prof. Piuma (The system of dr. Tarr and prof. Fether)
- Von Kempelen e la sua invenzione (Von Kempelen and his discovery)
- Il villino di Landor (Landor's cottage)
- L'isola della fata (The Island of the Fay)

### Sezione:Racconti del mistero e dell'incubo
- I delitti della Rue Morgue (The Murders in the Rue Morgue)
- Il mistero di Marie Roget (The mystery of Marie Rogêt)
- Lo scarabeo d'oro (The gold-bug)
- Il cuore rivelatore (The tell-tale heart)
- La lettera rubata (The purloined letter)
- Il barile di Amontillado (The cask of Amontillado)
- Il genio della perversione (The imp of the perverse)
- Sei tu il colpevole (Thou art the man)
- Hop-Frog (Hop-Frog)

### Sezione:Racconti del terrore e del grottesco
- Metzengerstein (Metzengerstein)
- Manoscritto trovato in una bottiglia (Ms. found in a bottle)
- L'appuntamento (The assignation)
- Berenice (Berenice)
- Morella (Morella)
- L'incomparabile avventura di un certo Hans Pfaall (The unparalleled adventure of one Hans Pfaall)
- Ombra (Shadow - A Parable)
- Silenzio (Silence - A fable)
- Mistificazione (Mistyfication)
- Ligeia (Ligeia)
- La caduta della casa degli Usher (The fall of the house of Usher)
- William Wilson (William Wilson)
- L'uomo della folla (The man of the crowd)
- Il diario di Julius Rodman (The journal of Julius Rodman)
- Una discesa nel Maelström (A descent into the Maelström)
- Eleonora (Eleonora)
- Mai scommettere la testa col diavolo (Never bet the devil your head)
- Tre domeniche in una settimana (Three sundays in a week)
- Il ritratto ovale (The oval portrait)
- La maschera della morte rossa (The masque of the Red Death)
- Le terre di Arnheim (The domain of Arnheim)
- Il pozzo e il pendolo (The pit and the pendulum)
- Una storia delle Ragged Mountains (A tale of the Ragged Mountains)
- La frottola del pallone (The balloon hoax)
- La sepoltura prematura (The premature burial)
- Rivelazione mesmerica (Mesmeric revelation)
- La cassa oblunga (The oblong box)
- Il potere delle parole (The power of the words)
- Quattro chiacchiere con una mummia (Some words with a mummy)
- La verità sul caso di Mr. Valdemar (The facts in the case of M. Valdemar)
- La sfinge (The Sphinx)
- Mellonta Tauta (Mellonta Tauta)
- Il gatto nero (The black cat)